# Florencio Caula y Villar
Florencio Caula y Villar (La Coruña, 7 de novembro de 1844 - Madrid, 9 de agosto de 1919), foi um General de brigada de engenheiros do Exército da Espanha. 

## Biografia
Alistou-se em 1 de setembro de 1861, e ingressou na Academia de Engenheiros de Guadalajara em 1865, graduando-se no mesmo como tenente, após completar os estudos regulatórios em 1867. Sua primeira designação como oficial foi para o 2º Regimento de Sapadores-Minadores, e em maio de 1869 ele participou com sua seção na coluna responsável pela perseguição de um partido carlista formado nas proximidades de Cuenca e Guadalajara. Transferido então para as Ilhas Canárias, ele permaneceu lá até sua promoção ao capitão em outubro de 1872, quando foi designado para o 1º Regimento de Engenheiros, que na época era integrado ao Exército do Norte, dentro da estrutura da Terceira Guerra Carlista. Permaneceu no referido exército, participando de inúmeras operações, até maio de 1874, data em que foi transferido para o Exército do Centro, participando com sua unidade na perseguição do partido carlista de Marcos Bello, na província de Guadalajara. Em 1877 ele foi para o Regimento Montado de Engenheiros, e no mesmo ano foi designado para o Comando Geral da Galícia, ocupando-se ativamente nas obras defensivas (fortificação) de Ferrol.

### Comandante em Ferrol
Em 27 de julho de 1878 foi promovido ao cargo de Comandante, já com a patente de Tenente-Coronel, assumindo em Ferrol, uma importante cidade no noroeste da Galiza, localizando-se a cerca de 50 quilômetros da capital provincial, Corunha. O esforço para fazer de Ferrol um centro militar e naval dotou a cidade de um grande arsenal. Aqui estão reunidos os melhores exemplos de arquitetura neoclássica dos quais se destaca a Cortina uma muralha fortificada com 500 metros de comprimento que emerge da água para defender os Arsenais dos ataques marítimos. Ao mesmo tempo, ergueu-se o Castelo de San Felipe a construção militar mais importante de Ferrol, situado num ponto privilegiado. Para os oficiais e técnicos, foi construído, de acordo com os critérios do racionalismo arquitetônico, o bairro da Madalena (século XVIII), para os operários dos estaleiros constrói-se no mesmo século, a partir de 1740, o bairro de Esteiro, um dos primeiros construídos na Europa para acolher a importante massa operária que trabalhava na construção naval.

### Comandante em Cuba
Caula foi promovido pelo Ministério da Guerra a coronel em 17 de maior de 1893, e depois de uma breve passagem pelos Comandantes dos Engenheiros das Ilhas Baleares e Ceuta, no ano seguinte ele foi destinado à ilha de Cuba, onde realizou obras de fortificação de Santa Clara, e mais tarde de Santiago. Posteriormente, participou em diversas operações, e construiu os fortes do Eremita, Valete e Conde. Declarada guerra à Espanha pelos Estados Unidos, no bloqueio da Praça de Santiago dirigiu a construção das baterias de Socapa e Punta Gorda, participando posteriormente na defesa de Loma de San Juan. Evacuado para Santiago, e o comandante geral da praça foi ferido, ele assumiu a defesa.  Seriamente ferido, por sua vez, foi ao hospital, onde permaneceu até agosto de 1898, quando foi repatriado.

### Baterias de La Socapa e Punta Gorda em 1898 naGuerra Hispano-Americana

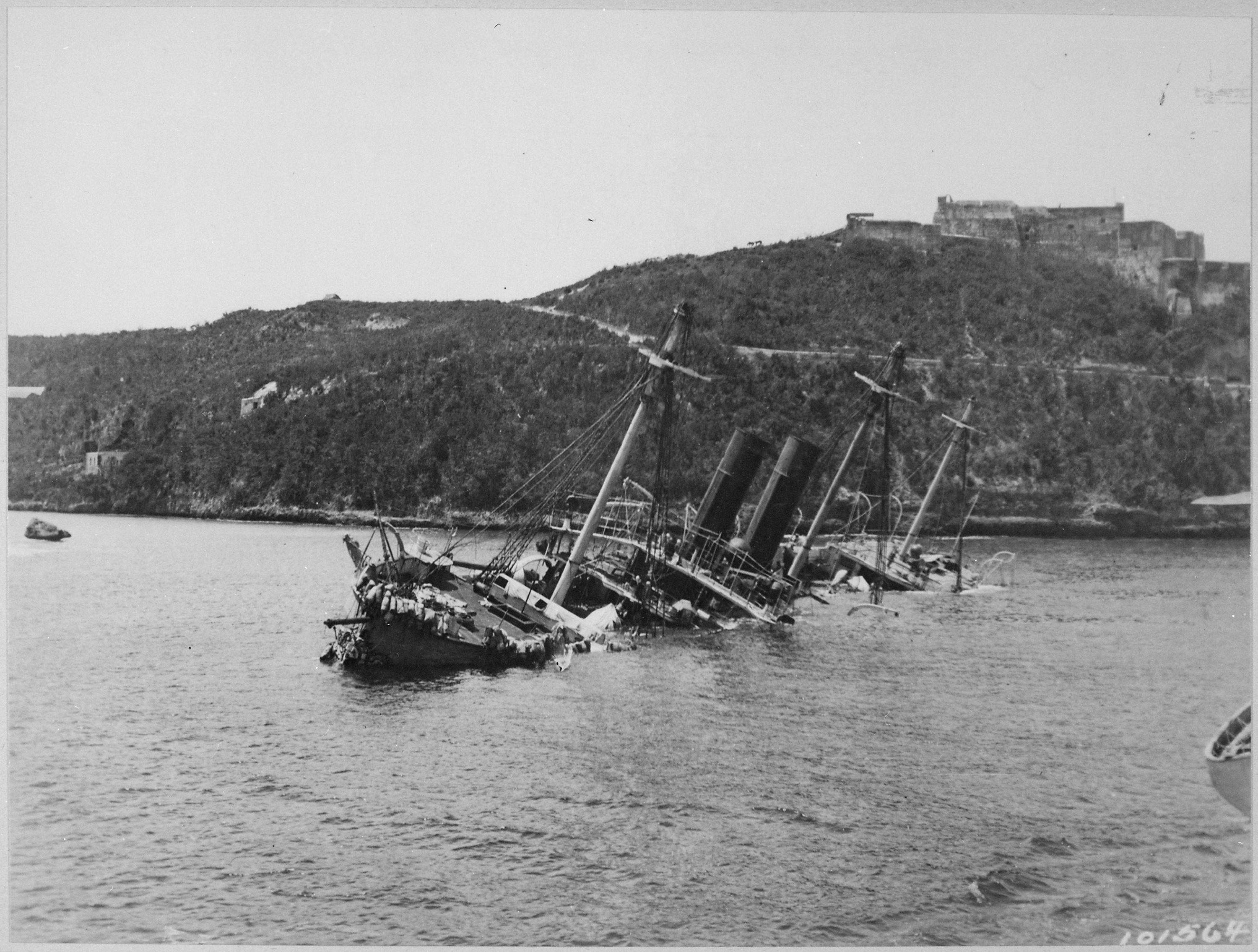
Naufrágio do Espanhol Reina Mercedes (1892), Santiago, Cuba, 1898

Durante a Batalha de Santiago de Cuba, as baterias Socapa e Punta Gorda, foram projetadas e construídos pelo engenheiro militar coronel Caula Villar, que pela pressão de tempo que os construiu, rejeitou o perfil do relevo, adaptando o sistema de trincheiras para proteção contra o inimigo. A artilharia utilizada em ambas as baterias, foi desmontada da embarcação Reina Mercedes, pertencente ao esquadrão espanhol e montada em carrinhos de armas de giro centrais. 
O objetivo das baterias era se defender das linhas torpedeiras e impedir a entrada de qualquer navio pequeno na baía. Toda a artilharia desmantelada do Reina Mercedes foi trazida para terra, e operada durante a guerra pelos homens do referido navio. Estas baterias foram colocadas para defender a praça da frente marítima, mas teve a limitação de serem armas inadequadas e de terem pouca proteção (caixas de barreiras e barris cheios de concreto, sacos de areia e parapeitos de terra). Elas foram reforçadas com dois canhões de 16 cm, utilizados apenas para responder ao fogo inimigo, sendo mais para preservar a entrada do canal da baía durante a batalha naval.

### O Retorno
Ao regressar à Península Ibérica, Caula Villar foi designado como chefe do Comando de Engenheiros de Cádiz, e em 1899 passou a prestar seus serviços como membro do Conselho Consultivo de Guerra.
Após uma curta estadia em vários destinos, como Cádiz (novamente), La Coruña, comandou o 4º Batalhão de Engenheiros e foi Comandante Geral das 4ª e 7ª Regiões Militares. Foi então, promovido, em 10 de novembro de 1910 a brigadeiro-general, sendo nomeado Comandante-General dos Engenheiros da 6º Região do Exército, onde permaneceu até a sua passagem para a reserva em 1910.
Possuía, entre outras condecorações, duas Cruzes de Mérito Militar com um distintivo vermelho, e a Cruz de 2ª classe de Maria Cristina, tendo sido declarado Benemérito da Pátria. Faleceu em Madrid, em 9 de agosto de 1919.